# Charles Lomas
Charles Lomas es un deportista estadounidense que compitió en judo. Ganó una medalla de plata en el Campeonato Panamericano de Judo de 1956, en la categoría 1.er kyu.

## Palmarés internacional
| Campeonato Panamericano | Campeonato Panamericano | Campeonato Panamericano | Campeonato Panamericano |
| Año                     | Lugar                   | Medalla                 | Categoría               |
| ----------------------- | ----------------------- | ----------------------- | ----------------------- |
| 1956                    | La Habana (Cuba)        | Medalla de plata        | 1.er kyu                |